# Monika Sidor
Monika Marta Sidor – polska literaturoznawczyni, dr hab. nauk humanistycznych, profesor uczelni Instytutu Literaturoznawstwa i prodziekan Wydziału Nauk Humanistycznych Katolickiego Uniwersytetu Lubelskiego Jana Pawła II.

## Życiorys
W 1998 ukończyła studia filologii słowiańskiej  w Katolickim Uniwersytecie Lubelskim, 26 kwietnia 2006 obroniła pracę doktorską Rosja i jej duchowość w prozie "pierwszej fali" emigracji rosyjskiej (I.S. Szmielow, B.K. Zajcew, A.M. Remizow, I. A. Bunin), 15 listopada 2017 habilitowała się na podstawie pracy zatytułowanej Próba literackiej summy. Pisarz-prawda-historia w „Czerwonym Kole” Aleksandra Sołżenicyna. 
Została zatrudniona na stanowisku profesora nadzwyczajnego w Państwowej Wyższej Szkole Zawodowej w Chełmie, oraz w Instytucie Filologii Słowiańskiej na Wydziale Nauk Humanistycznych Katolickiego Uniwersytetu Lubelskiego Jana Pawła II.
Awansowała na stanowisko profesora uczelni w Instytucie Literaturoznawstwa i prodziekana na Wydziale Nauk Humanistycznych Katolickiego Uniwersytetu Lubelskiego Jana Pawła II.